# Jean-Claude Bouchet
Pour les articles homonymes, voir Bouchet.
Jean-Claude Bouchet, né le 2 mai 1957 à Cavaillon (Vaucluse), est un homme politique français, membre des Républicains.
Il est élu député de la deuxième circonscription de Vaucluse le 20 juin 2007, et reste en fonction jusqu'au 21 juin 2022.

## Biographie

### Parcours professionnel
Jean-Claude Bouchet est le fils de Maurice Bouchet, maire de Cavaillon de 1989 à 199 et fondateur de la Flèche cavaillonnaise, la première coopérative d’entreprises de transport.
Après des études supérieures dans le transport et le management, il rejoint l’entreprise familiale en 1981 pour en prendre la direction de 1992 à 2004. Durant cette période, il occupe la présidence d’Unicooptrans (Fédération nationale des coopératives de transport), la vice-présidence nationale de l'UNOSTRA (2e syndicat patronal des transports routiers français). Il est par ailleurs élu vice-président de la chambre de commerce et d’industrie d’Avignon et de Vaucluse en 2001.
Jean-Claude Bouchet préside de 1997 à 2000 le Stade union cavaillonnais XV (rugby à XV).

### Parcours politique
Engagé dans la vie politique dès 1977 au sein de la droite, il est élu conseiller général de Vaucluse (canton de Cavaillon) en 2002 (à la suite de la démission de Maurice Giro), sénateur-suppléant en 2004 et délégué de circonscription de l’UMP en 2006.
Au début de 2007, il est responsable de l'UMP dans la 2e circonscription de Vaucluse.
Ayant obtenu l'investiture de l'UMP, il est en le candidat désigné et officiel pour les législatives de 2007. Il obtient au premier tour de cette élection 34,16 % des suffrages exprimés face au candidat dissident UMP Maurice Giro qui n'est pas qualifié pour le second tour.
Au second tour, Jean-Claude Bouchet est élu avec 55,60 % des voix.
Le 16 mars 2008, Jean-Claude Bouchet est élu maire de Cavaillon avec 46,29 % des voix.
Il retrouve son siège de député lors des élections législatives de 2012 au second tour, avec 55,54 % des suffrages, contre le candidat FN Émile Cavasino (44,46 %).
Il est l'un des députés UMP à voter contre le Pacte budgétaire européen en octobre 2012.
Il soutient Jean-François Copé pour la primaire présidentielle des Républicains de 2016. Réélu député en 2017, il démissionne de son siège de maire de Cavaillon, pour se mettre en conformité avec le non-cumul des mandats.
En juillet 2017, il laisse sa place à Gérard Daudet en tant que maire de Cavaillon.
Il parraine Laurent Wauquiez pour le congrès des Républicains de 2017, scrutin lors duquel il est élu président du parti.

## Controverses
En 2019, comme Thierry Mariani, il se rend en Crimée pour prendre part à la célébration des cinq ans de l’annexion de la Crimée par la Russie.

## Distinctions
- Chevalier de l'ordre national du Mérite[réf. nécessaire]